# Hôtel Le Brun
L'hôtel Le Brun est un hôtel particulier situé 47 rue du Cardinal-Lemoine, dans le 5e arrondissement de Paris.

## Historique
En 1651, le peintre Charles Le Brun achète de vastes terrains, pour partie déjà bâtis, sur une petite éminence qui se trouve sur le flanc nord-est de la montagne Sainte-Geneviève. Ils se trouvent alors hors de la ville, juste derrière l'enceinte de Philippe Auguste, à proximité de la porte Saint-Victor. Le peintre meurt en 1690 et sa veuve meurt à son tour en 1699. C'est alors Charles II Le Brun, auditeur à la Cour des Comptes, neveu et légataire du couple, qui en devient le propriétaire. Il décide aussitôt de s'y faire construire un hôtel et il en confie la conception à l'architecte alors inconnu Germain Boffrand. C'est le maître maçon Nicolas Saint-Denis qui réalise les plans en 1700 et 1701. Charles II y vit et y loue des appartements. Parmi ses locataires se trouvent le peintre Antoine Watteau en 1718 et 1719 et le graveur Edme Jeaurat entre 1720 et 1726. Le commanditaire de l'hôtel y meurt en 1727.
Georges-Louis Leclerc de Buffon, intendant du Jardin royal des plantes médicinales (l'actuel Jardin des plantes), habite l'hôtel en 1766. En 1805, Élisabeth Vigée Le Brun s'y installe. Au XIXe siècle c'est la famille d'Haudicourt qui est le propriétaire du bâtiment, et qui y exploite l'hôtel La Pension. Une aile reliait alors le corps de logis au bâtiment sur rue, côté sud-ouest.
En 1912, la ville de Paris achète l'hôtel avec le projet d'y installer une école. C'est en fait le siège de l'Office des logements sociaux de Paris à partir de 1923, lorsque la ville réforme sa politique du logement social (et crée, notamment, la RIVP). Au cours du XXe siècle, la mairie de Paris restructure et densifie la parcelle, d'abord en détruisant les petites immeubles anciens qui isolaient l'hôtel de la rue, puis en édifiant le bâtiment sud (no 51) dans les années 1930, puis le bâtiment nord (nos 41-45) dans les années 1960. L'hôtel est classé monument historique en 1955. Dans les années 1990, une campagne de restauration a pourvu l'hôtel d'une grille néo-Louis XV. Le bâtiment abritait la direction de l'OPAC de Paris jusqu'en 2008. En 2009, le groupe de presse De Particulier à Particulier acquiert l'hôtel pour un montant estimé à 35,5 millions d'euros. Des travaux de transformation du bâtiment en lieu de location d'espaces sont à nouveau intervenus au milieu des années 2010.
En 2024, la société Polaris, spécialisée dans la production de spectacles-événements, installe son activité dans l'hôtel qu'elle rebaptise "Le Grand Hôtel des Rêves" et y produit des spectacles immersifs (La Belle et La Bête, La véritable histoire du Père Noël).

## Architecture et décors
Au XVIIIe siècle, les hôtels étaient généralement construits sur des parcelles longues mais étroites et se trouvaient ainsi mitoyens par deux côtés. Le terrain dont disposait Boffrand pour son projet était large, ce qui lui permit d'élever quatre façades, ce qui est rare à Paris à l'époque. En outre, aucune aile ne reliait le corps de logis à un portail ou aux bâtiments sur rue, libérant la cour de son contour habituel. Les façades sur cour et sur jardin sont relativement dépouillées ; seul un fronton de chaque côté donne le caractère monumental. Ils sont l'œuvre du sculpteur Anselm Flamen. Sur le fronton qui regarde le jardin, un médaillon représente le peintre Charles Le Brun, présenté à Minerve, entre les allégories de la Peinture et de la Sculpture. Côté cour, deux licornes encadrent les armoiries de Charles II Le Brun.
La rampe en fer forgé du grand escalier est due à Cafin.